# Soupe populaire

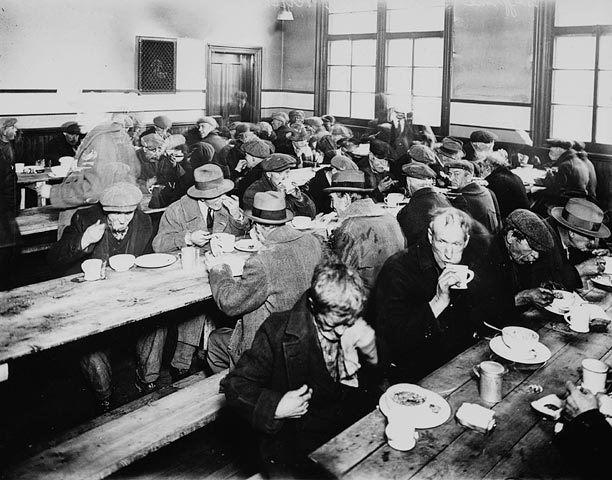
Une soupe populaire à Montréal, en 1931.

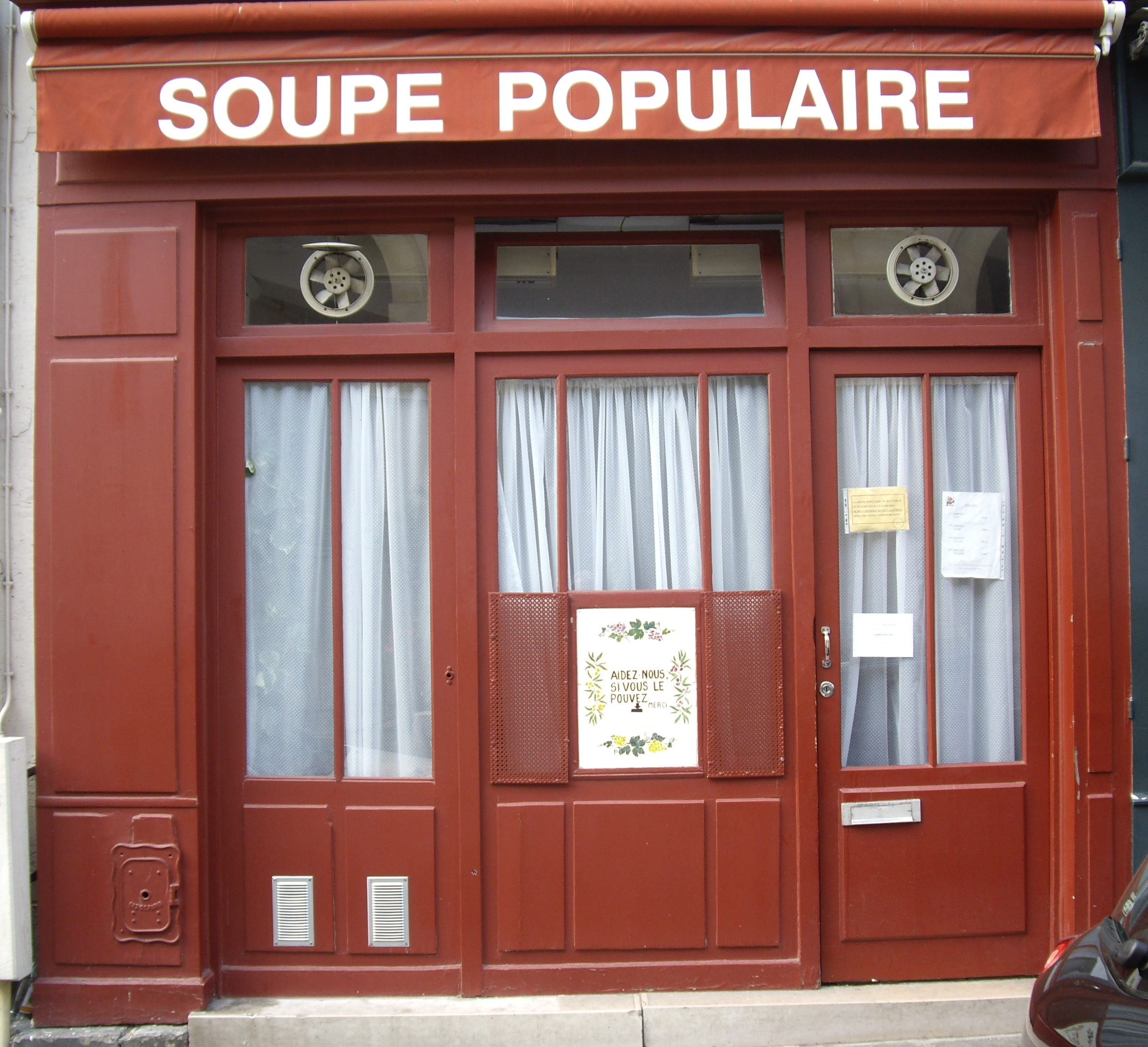
Une soupe populaire à Paris, en 2010.

Une soupe populaire est un lieu où de la soupe, ou plus généralement un repas, est servi gratuitement aux personnes démunies.

## Histoire
Les premières soupes gratuites sont distribuées à la fin du XIXe siècle dans les pays industrialisés. On emploie parfois l'expression « fourneau économique ».
Benjamin Thompson (lord Rumford) est un officier anglais embauché par le prince-électeur de Bavière comme aide de camp pour mener des réformes du système social dans cet État du Saint-Empire romain germanique. Dans les années 1790, il met en place des soupes populaires après avoir compris que préparer un repas collectif pour les travailleurs coûte moins cher par personne que ce que chacun dépenserait individuellement pour se nourrir. Il élabore et publie diverses recettes pour préparer des milliers de rations de soupe gratuite distribuées aux indigents, aux travailleurs dans les industries et les ateliers militaires, ainsi qu'aux prisonniers. Cette soupe Rumford (en) représente une première mise en œuvre de la science nutritionnelle naissante mais s'avère ne fournir qu'un tiers des apports caloriques quotidiens nécessaires. Préparée avec des déchets de pain, des légumes et des os, elle a du succès dans le Saint-Empire romain germanique, mais reçoit en Angleterre le surnom péjoratif de Dirt and bones soup, littéralement « soupe de saletés et d'os ».
La plus ancienne soupe populaire de Paris, à l'initiative de commerçants, date de 1894. Le médecin philanthrope Francisque-Antoine Augros crée l'Œuvre des Soupes Populaires à Lyon.
Le terme « soupe populaire » apparaît après le krach de 1929. Des millions de chômeurs en Europe et aux États-Unis y ont eu ainsi recours pour ne pas mourir de faim et de froid.
Aujourd'hui, de nombreuses associations servent des soupes populaires à travers le monde. Par exemple à Lausanne, où elle a été introduite en 1992 par Mère Sofia, elle est servie 365 jours par an.
La soupe populaire est considérée comme ayant une importante fonction sociale, et répond aussi à des besoins de contacts humains.

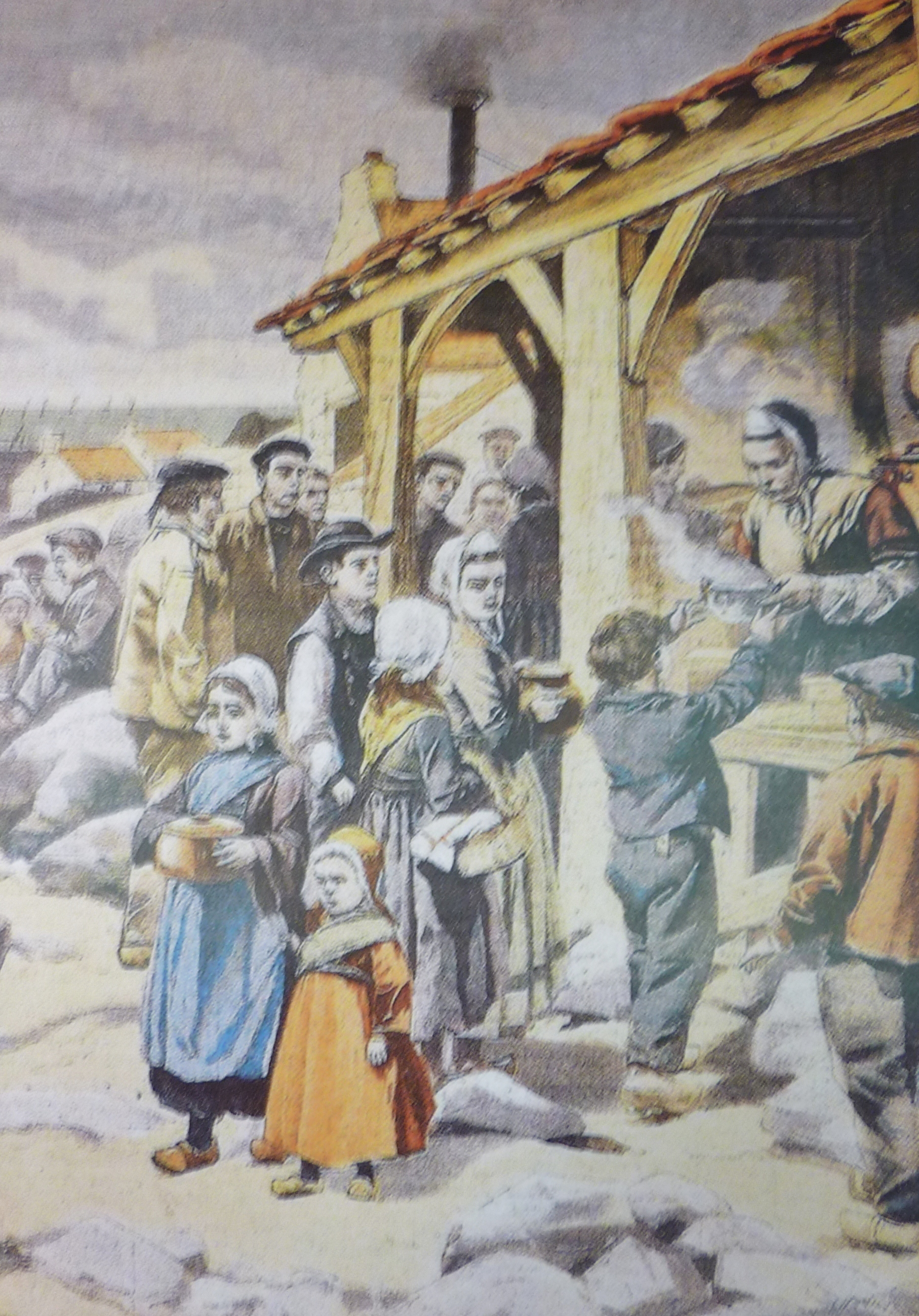
Le « fourneau économique » de l'Île-Tudy (Finistère) en 1903, lié à la crise sardinière.